# Степанов (Ростовська область)
Степа́нов (рос. Степанов) — хутір у Матвієво-Курганському районі Ростовської області Росії. Входить до складу Алексєєвського сільського поселення.

## Географія
Географічні координати: 47°38' пн. ш. 38°49' сх. д. Часовий пояс — UTC+4.
Відстань до районного центру, селища Матвієв Курган, становить 8 км. Поблизу хутора протікає річка Міус.

### Урбаноніми
- вулиці — Лугова, Річкова, Степова[2].

## Населення
За даними перепису населення 2010 року на території хутора проживало 154 особи. Частка чоловіків у населенні складала 50% або 77 осіб, жінок — 50% або 77 осіб.